# Elisabetta Caminèr Turra
Elisabetta Caminèr Turra, född 1751, död 1796, var en venetiansk journalist. 
Hon var medarbetare i tidningen Giornale enciclopedico. Hon grundade 1783 tidningen Nuovo giornale enciclopedico.